# Hans Klok
Hans Klok (nacido en Purmerend el 22 de febrero de 1969) es un actor e ilusionista holandés.

## Carrera
Empezó su carrera de mago cuando era un adolescente y ya había ganado varias competencias importantes a la edad de 16 años.
Para los 23, era parte de un espectáculo con uno de los comediantes holandeses más famosos de la época. El show tuvo gran éxito y recorrió gran parte de Europa.
En 1994, se presentó en Las Vegas por primera vez, como parte del elenco del show “The World's Greatest Magic” ("La más grandiosa magia del mundo"). La televisora estadounidense NBC transmitió el evento en vivo desde el casino Caesar's Palace a una audiencia de 60 millones de telespectadores.
Klok pasó los siguientes 10 años de gira por Europa y China, también apareció una vez más en Las Vegas y en shows importantes que se televisaron desde Alemania y Montecarlo.
Durante la ceremonia de apertura de la Copa Mundial de Fútbol del 2006 en Alemania, cerca de 500 millones de aficionados en 152 países vieron a Klok hacer aparecer de la nada el trofeo de oro de 18 quilates que la FIFA le otorga al ganador de la copa.
El más reciente show de Klok, "La belleza de la magia," debutó en Las Vegas el primero de junio del 2007 en el casino Planet Hollywood. El espectáculo estaba programado para correr hasta finales de agosto pero fue extendido hasta mediados de diciembre. El éxito del espectáculo se debe en parte a la participación de la actriz y modelo estadounidense Pamela Anderson (una de las estrellas de la serie Baywatch), quien aparece en el show luciendo un escotado traje de baño para cumplir su papel de ayudante de mago.
Klok antes había trabajado con otras famosas durante sus shows, incluyendo Carmen Electra.

## Pamela Anderson
Una semana después del estreno del show que estelarizan juntos, Klok y Anderson se presentaron en el famoso programa de radio The Howard Stern Show y dieron pie a un rumor acerca de un posible romance entre los dos. Un mes después le dijeron al comediante Craig Ferguson del programa The Late Late Show que no eran novios, pero que algunas veces las cosas entre ellos se volvían muy "físicas" tras bambalinas. Los rumores de su supuesto romance con Anderson recibieron bastante cobertura de la prensa holandesa, ya que en Europa Klok ha sido franco acerca de su homosexualidad desde el principio de su carrera.
Klok después admitió en una entrevista con la revista QVegas que los rumores fueron parte de una campaña publicitaria, ya que él ha estado en una relación con su pareja, Frank, desde hace 16 años.